# اس‌اس ایندیپندنس
اس‌اس ایندیپندنس (به انگلیسی: SS Independence) یک کشتی است. این کشتی در سال ۱۹۵۰ ساخته شد.